# 武末辰雄
武末 辰雄（たけすえ たつお、1909年1月27日 - 没年不詳）は、日本の警察官僚。

## 経歴
福岡県筑紫郡春日町（現・春日市）に生まれる。旧姓は土生、武末家の養子となる。1926年福岡県中学修猷館、1929年旧制福岡高等学校文科甲類を経て、1932年東京帝国大学法学部法律学科を卒業。
東大在学中に高等試験に合格し、卒業後、内務省に入省。群馬県を振り出しに、秋田県地方課長、岡山県商工課長などを歴任。戦後、広島県警察隊長、1950年4月東京都警察隊長を経て、1952年4月皇宮警察本部長に就任。就任直後の1952年5月1日、皇宮前において発生した血のメーデー事件の対応を行った。1954年1月2日、二重橋事件が発生し、多数の死傷者が出たことを受け、引責辞任することとなった。